# آی‌بی‌ام‌ایکس
آی‌بی‌ام‌ایکس (به انگلیسی: IBMX) با فرمول شیمیایی C۱۰H۱۴N۴O۲ یک ترکیب شیمیایی با شناسه پاب‌کم ۳۷۵۸ است. که جرم مولی آن ۲۲۲٫۳ g/mol می‌باشد. شکل ظاهری این ترکیب، جامد سفید است.